# USS Preston (DD-327)
USS Preston (DD-327) là một tàu khu trục lớp Clemson được Hải quân Hoa Kỳ chế tạo vào cuối Chiến tranh Thế giới thứ nhất. Nó là chiếc tàu chiến thứ tư của Hải quân Hoa Kỳ được đặt cái tên USS Preston, và là chiếc thứ hai được đặt tên theo Đại úy Hải quân Samuel W. Preston (1840–1865), một sĩ quan hải quân tử trận trong cuộc Nội chiến Hoa Kỳ. Preston ngừng hoạt động năm 1930 và bị tháo dỡ năm 1932 nhằm tuân thủ quy định hạn chế vũ trang của Hiệp ước Hải quân London

## Thiết kế và chế tạo
Preston được đặt lườn vào ngày 19 tháng 7 năm 1919 tại xưởng tàu Union Iron Works của hãng Bethlehem Shipbuilding Corporation ở San Francisco, California. Nó được hạ thủy vào ngày 7 tháng 8 năm 1920, được đỡ đầu bởi bà Josephus Daniels, phu nhân Bộ trưởng Hải quân; và được đưa ra hoạt động vào ngày 13 tháng 4 năm 1921 dưới quyền chỉ huy của Hạm trưởng, Trung tá Hải quân G. T. Swasey.

## Lịch sử hoạt động

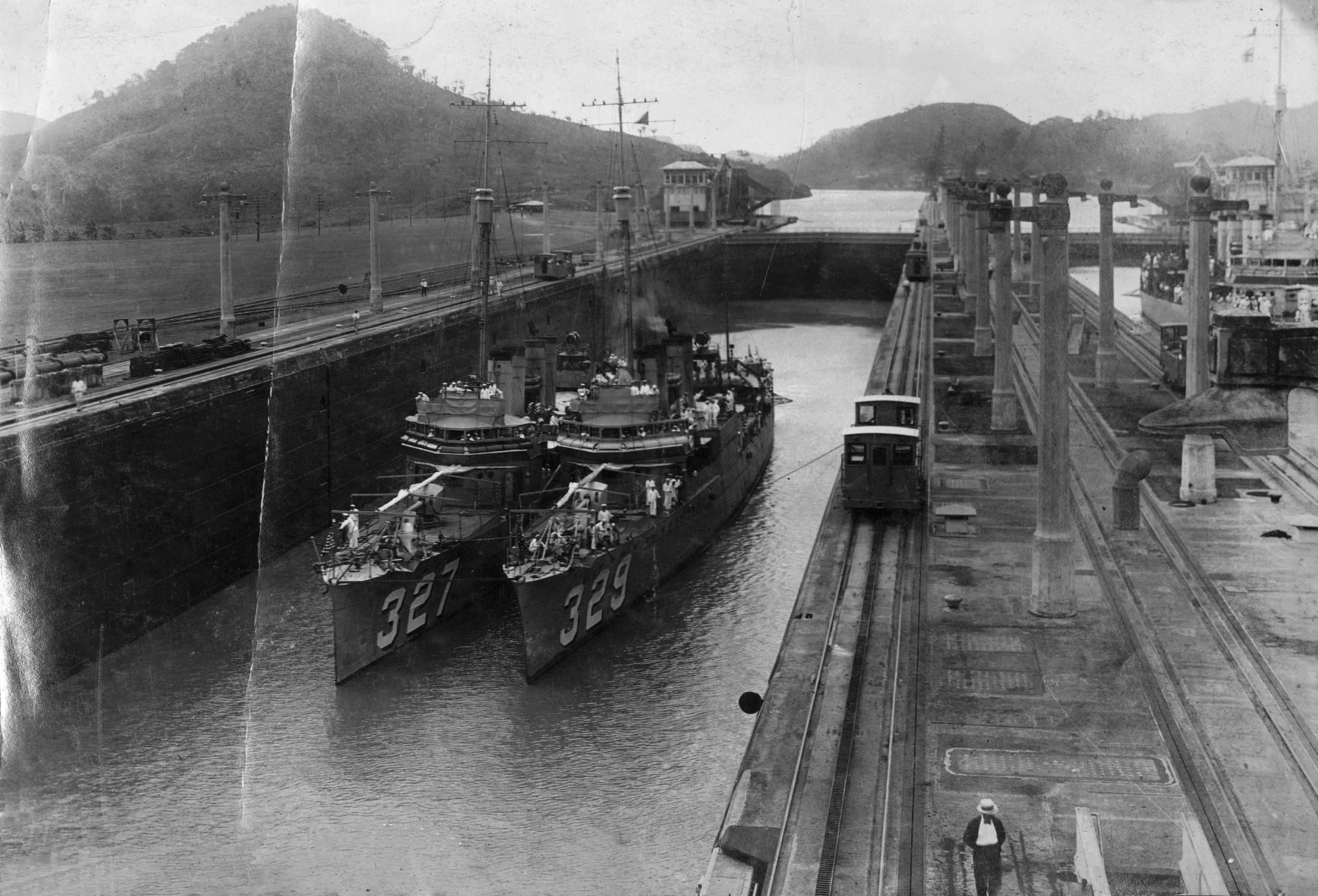
Preston và trong âu tàu Pedro Miguel, khoảng năm 1922.

Sau khi hoàn tất chạy thử máy, Preston được giữ lại vùng bờ Tây trong những nhiệm vụ tạm thời. Cho đến tháng 12 năm 1921, nó tiến hành các hoạt động thực tập ngoài khơi San Diego, California, rồi lên đường do lệnh điều động gia nhập Lực lượng Khu trục Hạm đội Đại Tây Dương. Nó phục vụ cùng đơn vị này trong hầu hết thời gian còn lại của quãng đời hoạt động, di chuyển dọc theo bờ Đông, thường xuyên lên đường đi về phía Nam để thực hành mùa Đông tại vùng biển Caribe. Vào tháng 6 năm 1925, nó ngắt quãng các hoạt động thường lệ cho một lượt phục vụ vùng Lực lượng Hải quân Hoa Kỳ tại Châu Âu, hoạt động tại vùng biển ngoài khơi Scandinavia và Địa Trung Hải. Đến tháng 7 năm 1926, nó quay trở về New York tiếp nối các hoạt động thường lệ dọc theo vùng bờ Đông và vùng biển Caribe.
Preston được cho xuất biên chế tại Philadelphia, Pennsylvania vào ngày 1 tháng 5 năm 1930 và được phân về Xưởng hải quân Norfolk cho các thử nghiệm về sức chịu đựng. Tên nó được cho rút khỏi danh sách Đăng bạ Hải quân vào ngày 6 tháng 11 năm 1931, và lườn tàu bị bán vào ngày 23 tháng 8 năm 1932 để tháo dỡ.